# Lavrovec
Lavrovec – wieś w Słowenii, w gminie Logatec. W 2018 roku liczyła 121 mieszkańców.